# Ammophila tsunekii
Ammophila tsunekii es una especie de avispa del género Ammophila, familia Sphecidae.

## Taxonomía
Fue descrito por primera vez en 1976 por Menke.